# Preponska kila
Preponska kila ili ingvinalna hernija (lat. Hernia inguinalis) protruzija je sadržaja trbušne šupljine kroz ingvinalni (preponski) kanal. Vrlo je česta bolest s rizikom 27% u muškaraca i 3% u žena.  Operacije kile su najčešći operativni zahvati osim kolecistektomije (cholecystectomia - odstranjivanje žučne kese). Kila nastaje u preponskom kanalu u kojem se inače nalazi funiculus spermaticus to jest struktura koja se sastoji iz mišića, krvnih žila i sjemenovoda (vas deferens) i služi kao veza testisa s ostatkom urogenitalnog sustava.

## Preponska kila (Hernia inguinalis)
Uzrok preponske kile kod muškaraca je činjenica da je prilikom prolaza testisa ostala slaba točka što objašnjava 
veću učestalost preponske kile u muškaraca.

## Tipovi preponske kile
Postoje dva tipa preponskih kila, direktna i indirektna kila i tip kile se definira na osnovu odnosa s epigastričnim krvnim žilama.

### Indirektna kila
Indirektna kila nastaje kad imamo protruziju kroz unutrašnji preponski prsten (anulus inguinalis profundus) koji se nalazi bočno od spomenutih krvnih žila. Ova kila prolazi cijelom dužinom preponskog kanala. Uzrokovana je nezatvaranjem embrionalnog zatvaranja processus vaginalis (tubolika ovojnica unutar koje se testis spušta u mošnice).

### Direktna kila
Direktna kila se nalazi medijalno (prema unutra) od navedenih krvnih žila. Stoga se ona nalazi neposredno ispod vanjskog preponskog prstena (anulus inguinalis superficialis).

## Simptomi i klinički znaci
Preponska kila se prezentira kao ispupčenje ili guta u preponi čija veličina varira ovisno od položaja pacijenta. Ako pacijent leži na leđima kila može biti nezamjetljiva. Stoga se pacijent uvijek pregleda u stojećem položaju. U određenom broju slučajeva kada je kilni prsten uzak kila se teško ili nikako ne može potpuno reponirati (vratiti sadržaj u trbuh). Sadržaj kilne kese može biti tanko ili debelo crijevo, trbušna maramica ili čak i crvuljak
 (Appendix vermiformis). Ako se sadržaj ne može reponirati a time je ugroženo snabdijevanje krvlju uklještenih crijeva može doći do gangrene crijeva. Također može doći i do zastoja rada crijeva zbog vanjske kompresije kilnog prstena i pojave ileusa (zapetljaj crijeva). Bol je čest simptom iako nije naglašen osim kada dođe do uklještenja. Ovo je indikacija za hitnu operaciju koja nosi veći operativni rizik od elektivne operacije (planirana operacija s pripremom bolesnika)

## Tretman

### Kirurški tretman
Operacija kile podrazumijeva ojačanje stijenki kanala. Ranije tehnike su podrazumijevale šivanje ivica kanala. Sad se primjenjuju tehnike s polipropilenskom mrežicom koja pojačava najdublju fasciju (fascia transversalis) i ne stvaraju dodatno zatezanje trbušne stijenke. Posljedica toga je manji bol i manja šansa za recidivom (ponovljena kila). Tension free tehnika označava da nema natezanja stijenke trbuha. Operacija može biti urađena prednjim pristupom gdje je rez na koži preponske regije ili laparoskopski gdje se pristupa preperitonealno i mreža koja je obično veća nego kod klasične metode se postavlja ispod peritoneuma. Direktan kontakt mrežice s crijevima se izbjegava zbog stvaranja priraslica koje mogu izazvati zapetljaj crijeva i izvesti buduće operativne zahvate mnogo težima ako budu potrebni. 
Postoje dva tipa laparoskopskih operacija približno iste vrijednosti. Prvi tip podrazumijeva ulazak u trbušnu duplju i otvaranje preperitonealnog prostora dok kod drugog tipa se pomoću balona formira prostor u koji se ubacuje mrežica. Preperitonealni pristup može biti urađen laparoskopski ili otvorenom tehnikom gdje se rez pravi iznad uobičajenog mjesta. Cilj operacije je da se postavi mrežica u preperitonealni prostor. Laparoskopske metode se dijele na “trans-abdominal pre-peritoneal herniorrhaphy” (TAPP) i na total extraperitoneal approach (TEP) metoda. Kod prve metode se u preperitonealnom prostoru formira šupljina pomoću posebnog balona dok se kod druge metode u retroperitonealni pristup pristupa transperitonealno. Mrežica se postavlja u preperitonealni prostor a fiksira se posebnim staplerom. Ove operacije zahtijevaju opću anesteziju dok se klasične operacije mogu raditi u lokalnoj ili spinalnoj anesteziji. Tada pacijent može kašljanjem povećati tlak u trbušnoj duplji i omogućiti kirurgu da vidi mjesto gdje se kila nalazi.

### Konzervativni tretman
Nošenje specijalnih pojaseva može olakšati simptome kile. Pojasevi ne mogu izliječiti kilu, a primjenjuju se obično kod ljudi koji nisu kandidati za operativni tretman najčešće zbog lošeg zdravstvenog stanja.

## Postoperativni tok
Postoperativno pacijenti trebaju izbjegavati fizičko naprezanje dok god traje stvaranje ožiljka i zarastanje tkiva. Nakon par mjeseci pacijent može raditi sve uobičajene životne aktivnosti. Ekstremni fizički napori trebaju se izbjegavati.

## Recidivi
Recidiv označava povratak neke bolesti. Recidivi preponske kile su rijetki ako se ugradi mrežica.

## Posebni tipovi preponskih kila
- Amyandova kila, kilna kesa sadrži appendix vermiformis.
- Littreova kila, kilna kesa sadrži Meckelov divertikulum.

## Također pogledajte
- Hernia femoralis
- Hernia umbilicalis
- Hernia incisionalis (kila nakon operativnog reza)
- Hernia epigastrica
- Hernia lumbalis
- Hernia hiatalis

## Vanjske poveznice
- Inguinal Hernia Resources  Arhivirana inačica izvorne stranice od 27. rujna 2008. (Wayback Machine)
- About Inguinal Hernias  Arhivirana inačica izvorne stranice od 12. lipnja 2010. (Wayback Machine)
- Post Herniorrhaphy Pain Syndrome
- Nyhus über die Klassifikation von Leistenhernien (engl.)

|  | Molimo pročitajte upozorenje o korištenju medicinskih informacija. Ne provodite liječenje bez savjetovanja s liječnikom! |